# Амеріпол
Амеріпол (англ. Ameripol) — скорочена назва поліцейського співтовариства Америки (англ. Police Community of the Americas, PCA; ісп. Comunidad de Policías de América, CPA) — створена у 2007 році континентальна поліцейська міжнародна організація, основним завданням якої є боротьба з наркотиками.

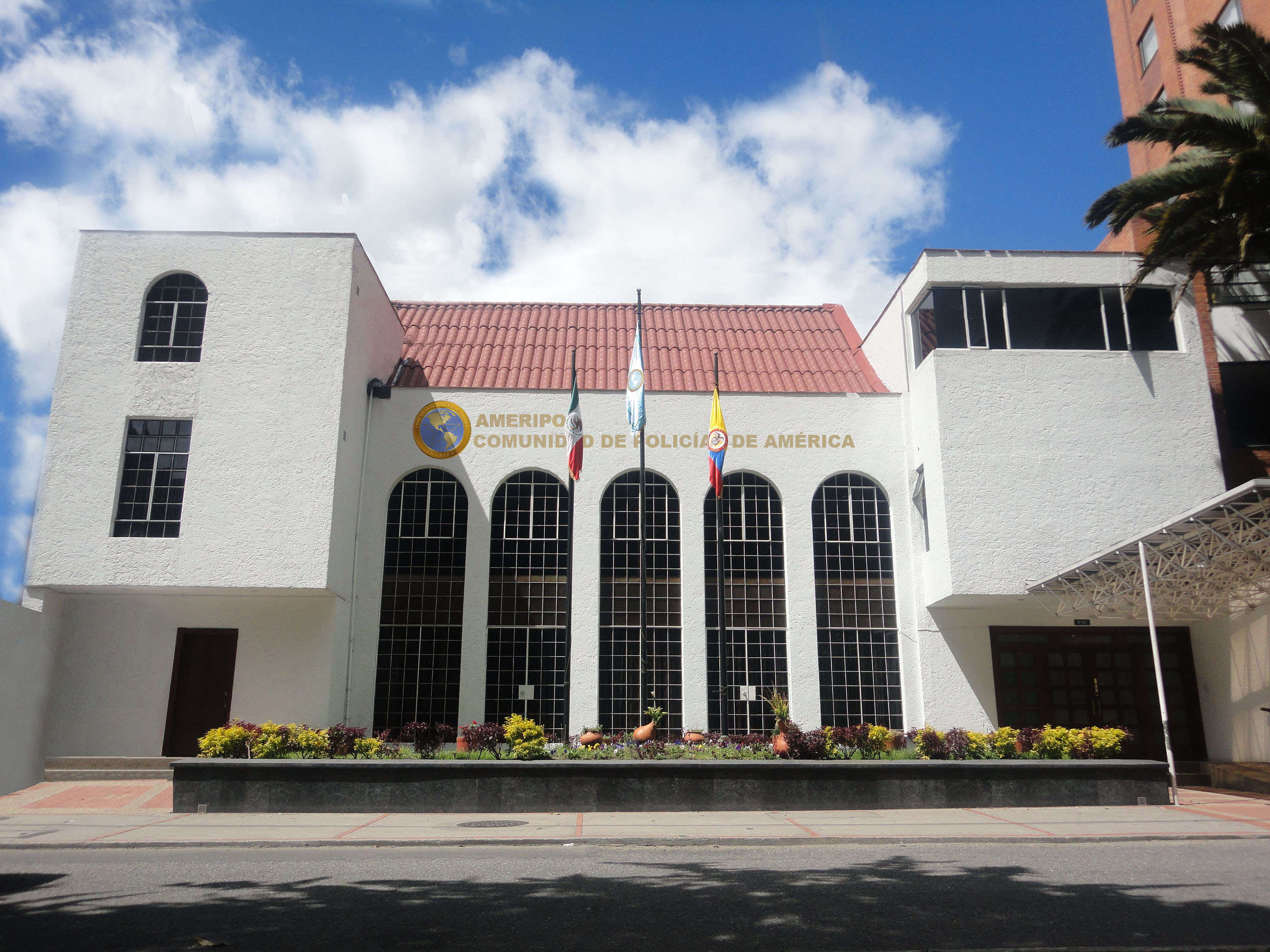
Штаб-квартира Амеріпола

Представники 18 країн офіційно створили Амеріпол 14 листопада 2007 року в Боготі, Колумбія. Пост виконавчого секретаря перші три роки обіймав генерал Національної поліції Колумбії Оскар Адольфо Нараньо.
Керівником Амеріпола є президент. Президентом Амеріпола є комісар поліції Хуан Хосе Андраде Моралес. Заступником президента є виконавчий секретар. Цю посаду займає генеральний інспектор Національної поліції Еквадору Дієго Мехія Валенсія.

## Завдання
- Забезпечення громадської безпеки;
- Боротьба з тероризмом;
- Боротьба з організованою злочинністю;
- Боротьба з військовими злочинами;
- Боротьба з незаконним виробництвом/обігом наркотиків;
- Боротьба з контрабандою зброї;
- Боротьба з торгівлею людьми;
- Боротьба з відмиванням грошей;
- Боротьба з дитячою порнографією;
- Боротьба з посадовими злочинами;
- Боротьба з комп'ютерними/інтернет-злочинами;
- Боротьба зі злочинами інтелектуальної власності;
- Боротьба з корупцією.

## Організації-члени
1. Королівська поліція Антигуа і Барбуди
2. Національна жандармерія Аргентини
3. Департамент поліції Белізу
4. Національна поліція Болівії
5. Федеральна поліція Бразилії
6. Карабінери Чилі
7. Національна поліція Колумбії
8. Збройні сили Коста-Рики
9. Судово-слідчий департамент Коста-Рики
10. Національно-революційна поліція Куби
11. Національна поліція Еквадору
12. Національна цивільна поліція Сальвадора
13. Управління по боротьбі з наркотиками США
14. Поліція Пуерто-Рико
15. Національна цивільна поліція Гватемали
16. Сили поліції Гаяни
17. Національна поліція Гаїті
18. Національна поліція Гондурасу
19. Сили констеблів Ямайки
20. Федеральна поліція Мексики
21. Національна поліція Нікарагуа
22. Національна поліція Панами
23. Державна прикордонна служба Панами
24. Національна поліція Парагваю
25. Національна поліція Перу
26. Національна поліція Домініканської Республіки
27. Сили королівської поліції Сент-Кітса і Невіс
28. Сили королівської поліції Сент-Люсії
29. Національна поліція Уругваю
30. Служба поліції Тринідаду і Тобаго

## Керівництво
Президенти:
- Хосе Алехандро Берналес (ісп. José Alejandro Bernales) (2007–2008)
- Едуардо Гордон Валькарсель (ісп. Eduardo Gordon Valcárcel) (2008–2009)
- Луіс Фернандо Корреа (порт. Luiz Fernando Correa) (2009–2010)
- Леандро Даіелло Коімбра (порт. Leandro Daiello Coimbra) (2011–2012)
- Оскар Адольфо Нараньо (ісп. Óscar Adolfo Naranjo) (2012)
- Хосе Роберто Леон Ріаньо (ісп. José Roberto León Riaño) (2012–2013)
- Родольфо Паломіно Лопес (ісп. Rodolfo Palomino López) (2013–2014)
- Хуан Хосе Андраде Моралес (ісп. Juan José Andrade Morales) (з 2014)

Виконавчі секретарі:
- Оскар Адольфо Нараньо (ісп. Óscar Adolfo Naranjo) (2007–2010)
- Факундо Росас Росас (ісп. Facundo Rosas Rosas) (2011)
- Марібель Сервантес Герреро (ісп. Maribel Cervantes Guerrero) (2012)
- Енріке Франсиско Галіндо Себальос (ісп. Enrique Francisco Galindo Ceballos) (2013–2014)
- Фаусто Алехандро Тамайо Севальос (ісп. Fausto Alejandro Tamayo Cevallos) (2015)
- Дієго Мехія Валенсія (ісп. Diego Mejía Valencia) (з 2015)